# Petäjäsaari (ö i Finland, Norra Karelen, lat 61,78, long 29,88)
Petäjäsaari är en ö i Finland. Den ligger i sjön Pyhäjärvi och i kommunen Parikkala i landskapet Södra Karelen, i den sydöstra delen av landet, 300 km nordost om huvudstaden Helsingfors. Öns area är 1,27 kvadratkilometer och dess största längd är 3 kilometer i sydöst-nordvästlig riktning.